# Шанхайский русский полк
Шанхайский русский полк — международное воинское формирование, состоящее из членов Белого движения и управляемое руководством Шанхайского международного сеттльмента.

## История
16 января 1927 года в Шанхае, на фоне увеличения националистических настроений, с целью защиты Шанхайского международного сеттльмента было созвано экстренное заседание Шанхайского муниципального совета, на котором Вице-председатель Совета Александр Д. Бэлл предложил генералу Фаддею Львовичу Глебову с помощью своей казачьей группы сформировать русскую воинскую часть из белоэмигрантов и влить эту часть в состав Шанхайского Волонтёрского корпуса.
21 января 1927 года Русский отряд начал своё существование под командованием капитана 1-го ранга Николая Юрьевича Фомина. Первой важнейшей функцией полка была охрана муниципальной электростанции.
25 февраля 1927 года отряд расквартировался в муниципальных казармах и освободил ранее занимаемый исправительный дом для китайских малолетних преступников.
13 марта 1927 года в уже мирном Шанхае состоялся городской парад, в котором принимал участие весь Русский отряд Корпуса. Парад принимал командующий Английскими экспедиционными войсками в Китае, генерал Джон Дункан.
Все газеты отзываются о Вашем Отряде с большой похвалой, и во всех наших клубах много разговоров о прекрасной внешности Отряда. Мне было приятно слышать рукоплескания, когда Вы проходили место салюта. Ни одна часть, кроме вашей, не удостоилась такой чести. Отряд имеет право гордиться достигнутыми результатамиАлександр Д. Бэлл

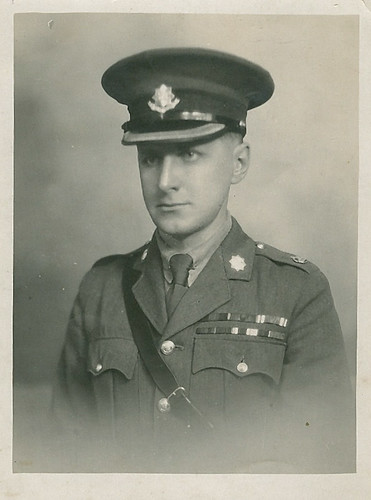
Полковник Герман Германович Тиме

25 марта 1927 года, по распоряжению Муниципального Совета, в отряд прибыл сержант Муниципальной Конной Полиции, русской службы гвардии полковник Герман Германович Тиме, назначенный на должность Помощника Начальника Отряда с производством в чин капитана Корпуса. 19 апреля он же был назначен командиром Отряда.
9 июня 1927 года Постановлением Муниципального Совета № 3150, в связи с большими затратами на содержание формирования, Русский Отряд сократился до 5 офицеров и 120 волонтёров.
13 января 1928 года Отряд провожал уходящего в отставку и уезжавшего в Англию полковника Уильяма Ф. Л. Гордона, при котором сформировался Русский полк. Полковник был пятым офицером регулярной английской армии, который командовал Корпусом. Что любопытно, руководил формированием он не 3 года, а 5 лет. Вызвано это было большим уважением со стороны Муниципального Совета. В честь отъезжающего рота устроила памятный ужин и подарила кожаный бювар с золотой монограммой и вылитой из золота кокардой «Ш.В.К.» При поднесении подарка все офицеры и волонтёры, ужинавшие вместе, поднялись, произнесли троекратное «Ура!» и подхватили на руки растроганного до слёз полковника, донеся его до автомобиля.
В моём сердце всегда найдётся место для МОЕЙ Русской роты. Этим письмом я ещё раз хочу выразить Вам, как глубоко ценю я ту отличную работу и дисциплину роты, которые всегда были в ней с самого её основания. Желаю Вам и всей роте наилучшего и СКОРОГО ВОЗВРАЩЕНИЯ НА СВОЮ РОДИНУУильям Ф. Л. Гордон
10 марта 1928 года на Шанхайском ипподроме состоялся смотр войск полковником Гарольдом Орпен-Палмером. Новый Командир Корпуса остался очень доволен строевой подготовкой роты. Спустя примерно 2 месяца, 5 мая, проходит общий парад Шанхайского Корпуса, который принимал генерал Александр Э. Уордроп. Впервые резиденты Шанхая смогли воочию убедиться насколько лучше других частей был обучен Русский отряд. Вопросы о финансировании отпали сами по себе.
28 июля 1928 года Приказом по Шанхайскому волонтёрскому корпусу № 25/Т 459 Русская рота была увеличена до 250 человек, а 19 октября того же года Приказом № 1156 полк стал регулярной частью Шанхайского корпуса.
9 апреля 1929 года, во время отъезда генерала Уордропа из Шанхая, в тюрьме на улице Вард произошёл бунт, во время которого арестанты-смертники убили и ранили несколько надзирателей из Индии. Бунт был быстро подавлен Русским отрядом, за что получили письменную благодарность от Начальника муниципальных тюрем.
Жизнь отряда в течение 1930 года ничем не отличалась от предыдущего года: служба чередовалась с занятиями, чины Отряда совершенствовались в строевом обучении и прочно удерживали за Отрядом почётное место самой надёжной части Шанхайского корпуса.
6 марта 1931 года произошли проводы полковника Орпен-Палмера, произведённого в чин бригадира. Проводы происходили в тренировочном зале, где собрались все части Корпуса. Памятным подарком была золотая спичечница с кокардой «Ш.В.К.» Подарок очень тронул полковника и на пароходе «RMS Empress of Canada» тот отбыл в Англию.
В 1932 году произошло нарастание антияпонских настроений, в связи с чем полк был послан охранять северную границу Сеттльмента — улицу Баундари. 9 января были упразднены патрули в районе Хункоу, где было наибольшее расселение японцев. Японские пехотинцы всё больше и больше заполняли район парка Лу Сюнь. 20 января полк был приведён в состояние полной боеготовности, а 28 января в Сеттльмент потянулись тысячи китайцев. Конфликт был близок. Русский полк занял участок границы по южному берегу Сучжоу.
В конце февраля 1932 года полку «за отличную службу» даруется особое, своё полковое знамя. Весть эта была принята с радостью. Полк начал подготовку к предстоящему параду. Меж тем, военные события продолжали развиваться своим чередом. В Хункоу шли ежедневные ожесточённые бои. В результате артобстрела была разрушена кирпичная православная русская церковь. Несмотря на это, военнослужащие должны были оставаться нейтральными.
В этом же году между командиром полка, майором Тиме и штабом Корпуса наметились разногласия, которые привели к добровольной отставке майора 9 февраля 1933 года. Временно командующим Русским полком стал капитан Семён Дмитриевич Иванов.
В 1935-м году в штабе Корпуса произошли большие перемены, а в Русский отряд был назначен майор английской армии в качестве советника. Полк постепенно переходил к английскому армейскому уставу. Для участия в «татту» на Шанхайском ипподроме был создан военный оркестр.

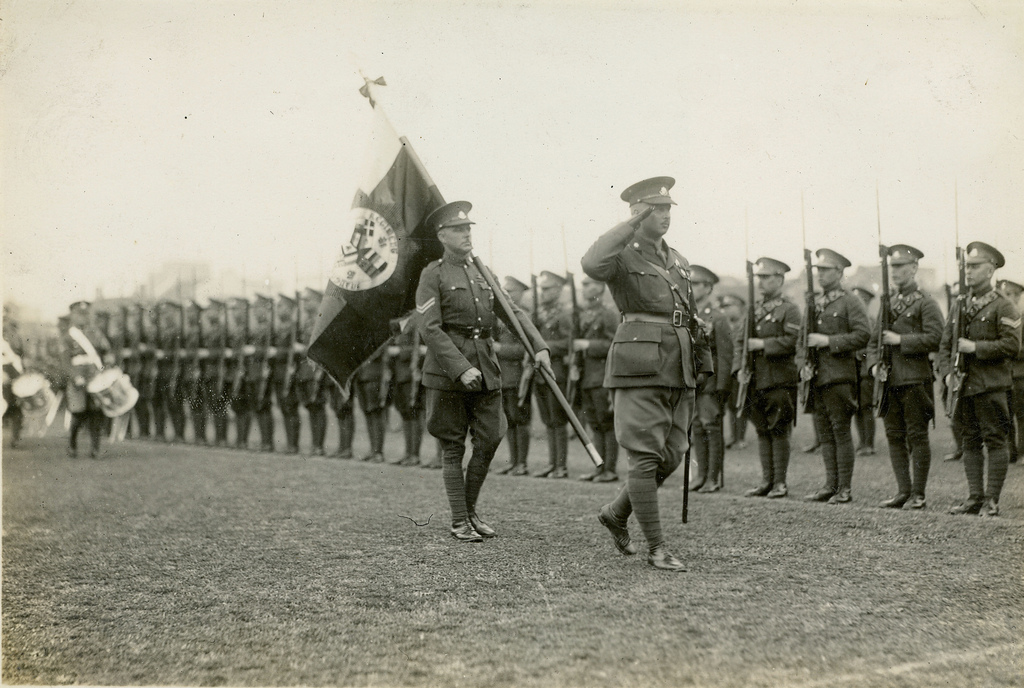
Построение на Шанхайском ипподроме со знаменем Русского отряда

С середины июля и до середины ноября 1937 года полк нёс боевую службу на границах Сеттльмента во время вспыхнувшей между японцами и китайцами войны на одном из самом ответственном и опасном участке в районе Северного вокзала — секторе «Б». Во время боевых столкновений Русский отряд лишился своего спортивного поля на «Райфл-Рендж» — японцы перекопали его окопами для укрытия артиллеристов. Русскоязычные спортсмены лишились места для тренировок и стали массово вступать в ряды полка.
На фоне падения Шанхая в городе образовался свой интернированный китайский «батальон» в районе улиц Юяо и Хайфан. Китайская пресса часто упоминала о притеснениях, которые учиняла их «героям» русская полковая охрана, а сами «герои» в это время проявляли неподчинение установленным правилам, устраивали беспорядки и издевались над русскими военнослужащими. Иногда интернированные убивали своих сослуживцев и сбегали. Зачастую такие попытки кончались стрельбой, ранениями и смертями. Попытки командира наладить добрые отношения с китайцами не увенчались успехами. В начале августа 1938 года интернированные установили на площадке между бараками высокий флагшток и вывесили флаг Гоминьдана. Муниципальный совет предъявил китайцам требование снять флаг, на что интернированный генерал ответил отказом. Пришлось привлечь Русский отряд. Применив в деле только деревянные полицейские палки, полк сломил первое упорное сопротивление китайцев, вооружённых бутылками и камнями и загнал их в бараки. Флаг был спущен. Из русских было ранено 8 человек, а у китайцев 2 убито. Беспорядки продолжались и после этого инцидента. Местная пресса не уставала клеймить русских убийцами и угнетателями.
В 1940-х японцы попытались взять власть в Муниципальном Совете в свои руки. В частности, во время неудачных для себя выборов в 1941 году, они решили сорвать собрание путём поджога трибуны. 

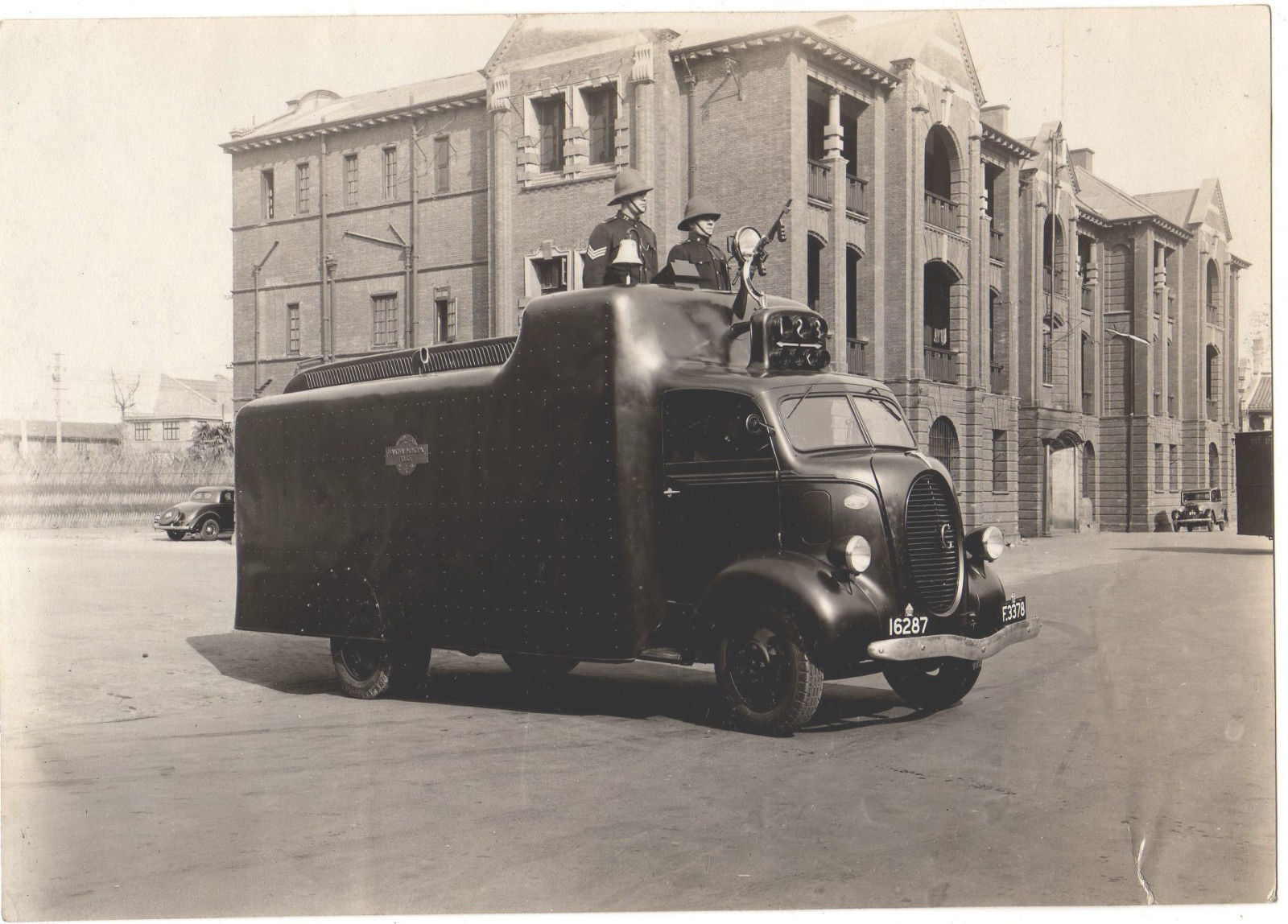
Броневик русского отряда шанхайской муниципальной полиции

15 января 1941 года полк вышел из состава шанхайского волонтёрского корпуса и поступил в распоряжение начальника муниципальной полиции, майора Борна. На следующий день, 16 января полк был переформирован в Русский вспомогательный отряд шанхайской муниципальной полиции.